# Exocentrus exocentroides
Exocentrus exocentroides är en skalbaggsart som först beskrevs av Thomson 1864.  Exocentrus exocentroides ingår i släktet Exocentrus och familjen långhorningar.
Artens utbredningsområde är Sri Lanka. Inga underarter finns listade i Catalogue of Life.